# Liste der Einträge im National Register of Historic Places im Jefferson County (Missouri)

Lage des Jefferson County in Missouri

Die Liste der Einträge im National Register of Historic Places im Jefferson County in Missouri führt alle 14 Bauwerke und historischen Stätten im Jefferson County auf, die in das National Register of Historic Places aufgenommen wurden.

## Legende
| NRHP | Historic Place    |
| HD   | Historic District |

## Aktuelle Einträge
| [ 3 ] | Name                              | Bild                              | Eintragsdatum        | Lage | Ort           | Beschreibung |
| ----- | --------------------------------- | --------------------------------- | -------------------- | --- | ------------- | ------------ |
| 1     | Beaumont-Tyson Quarry District    |                                   | 1974 ID-Nr. 74001079 | Adresse nicht veröffentlicht                                                                                        | Times Beach   |              |
| 2     | Boemler Archeological District    |                                   | 1974 ID-Nr. 74001075 | Adresse nicht veröffentlicht                                                                                        | Byrnes Mill   |              |
| 3     | Boland Archeological District     |                                   | 1974 ID-Nr. 74001080 | Adresse nicht veröffentlicht                                                                                        | Times Beach   |              |
| 4     | Central School Campus             | Central School Campus             | 2009 ID-Nr. 09000813 | 221 South 3rd Street 38° 8′ 17,9″ N, 90° 33′ 23,4″ W                                                                | De Soto       |              |
| 5     | Thomas C. Fletcher House          | Thomas C. Fletcher House          | 1974 ID-Nr. 74001076 | Elm Street zwischen 1st Street und 2nd Street 38° 13′ 55″ N, 90° 34′ 2″ W                                           | Hillsboro     |              |
| 6     | Gustave Greystone-Meissner House  | Gustave Greystone-Meissner House  | 1974 ID-Nr. 74001078 | Nordöstlich von Pevely abseits des U.S. Highway 61 38° 18′ 13″ N, 90° 22′ 48″ W                                     | Pevely        |              |
| 7     | Kimmswick Bone Bed                | Kimmswick Bone Bed                | 1980 ID-Nr. 80002371 | Adresse nicht veröffentlicht 38° 22′ 44,7″ N, 90° 23′ 5,1″ W                                                        | Imperial      |              |
| 8     | Kimmswick Historic District       | Kimmswick Historic District       | 2007 ID-Nr. 07000752 | Abgegrenzt durch Front Street, Fourth Street, Mill Street, Elm Street und Oak Street 38° 21′ 59,8″ N, 90° 21′ 51″ W | Kimmswick     |              |
| 9     | Valentine Leight General Store    | Valentine Leight General Store    | 1992 ID-Nr. 92001014 | 4566 Main Street 38° 24′ 37″ N, 90° 34′ 9″ W                                                                        | House Springs |              |
| 10    | Moder Archeological District      |                                   | 1974 ID-Nr. 74001077 | Adresse nicht veröffentlicht                                                                                        | House Springs |              |
| 11    | Louis J. and Harriet Rozier House | Louis J. and Harriet Rozier House | 2006 ID-Nr. 06000221 | 322 West Clement Street 38° 8′ 16″ N, 90° 33′ 27″ W                                                                 | De Soto       |              |
| 12    | Sandy Creek Covered Bridge        | Sandy Creek Covered Bridge        | 1970 ID-Nr. 70000337 | 8 km nördlich von Hillsboro abseits des U.S. Highway 21 38° 17′ 38″ N, 90° 31′ 5″ W                                 | Hillsboro     |              |
| 13    | Stonebrook                        | Stonebrook                        | 2011 ID-Nr. 10001130 | 3511 Stonebrook Forest Drive 38° 21′ 38″ N, 90° 27′ 44″ W                                                           | Antonia       |              |
| 14    | Windsor Harbor Road Bridge        | Windsor Harbor Road Bridge        | 1983 ID-Nr. 83001024 | Windsor Harbor Road 38° 21′ 50″ N, 90° 21′ 44″ W                                                                    | Kimmswick     |              |